# Симон Лейс
Симон Лейс (настоящее имя Пьер Рикманс, фр. Simon Leys, Pierre Ryckmans; 28 сентября 1935, Брюссель — 11 августа 2014, Канберра) — бельгийский писатель, переводчик, исследователь-синолог, писал на французском и английском языках.

## Биография
Внук бургомистра Антверпена. Изучал право и историю искусства в Католическом университете Лёвена. В 1955 году вместе с делегацией бельгийской студенческой молодежи посетил Китай, в течение месяца прожил там. С 1959 года изучал китайский язык, литературу и искусство на Тайване, в Сингапуре и Гонконге. В 1964 году женился на гражданке Китая, у супругов родилось четверо детей. В 1970 году семья поселилась в Австралии, сохранив бельгийское гражданство. Рикманс преподавал китайскую литературу в Австралийском национальном университете в Канберре, в 1987—1993 годах — китайскую культуру в Сиднейском университете.

## Творчество
Известен книгами и публичными выступлениями об эпохе культурной революции в Китае, переводами китайской словесности, сочинениями о море и морской тематике в литературе. Его богатая фактографией и личными свидетельствами книга Новое платье председателя Мао (1971) была первым трудом по теме во Франции, не привлекла интереса широкой публики, но вызвала нападки французских левых кругов, на тот момент симпатизировавших маоизму (в ходе полемики одна из участниц раскрыла псевдоним писателя). Относительная известность пришла к Лейсу после полемического выступления в популярной телевизионной передаче Бернара Пиво Апострофы в 1983 году.
Перевел сочинения Шэнь Фу, Шитао, Конфуция (на французский и английский), автобиографию Го Можо и прозу Лу Синя, с английского — морские записки Ричарда Генри Даны Два года на палубе (переводы чаще публиковал под своей настоящей фамилией).

## Псевдоним
Псевдоним выбрал по совету издателя его достаточно критичной книги о Мао Цзэдуне, чтобы не вступать в конфликт с китайскими властями. Фамилия Лейс взята из романа Виктора Сегалена Рене Лейс, написанного в форме дневника бельгийского студента в Пекине (опубл. 1922), имя — по первоначальному имени апостола Петра.

## Избранная библиография
- Новое платье президента Мао/ Les Habits neufs du président Mao (Champ libre, 1971; LGF, 1989)
- Китайские тени/ Ombres chinoises (UGE 10/18, 1976; Laffont, 1976; премия пятилетия от франкоязычной сообщества Бельгии за эссеистику)
- Images brisées (Laffont, 1976)
- Права человека в Китае/ Human rights in China (1979)
- La Forêt en feu : Essais sur la culture et la politique chinoises (Hermann, 1983)
- Оруэлл, или Отвращение к политике/ Orwell, ou l’horreur de la politique (Hermann, 1984)
- Смерть Наполеона/ La Mort de Napoléon (Hermann, 1986, Plon, 2005, роман; Премия «Индепендент» за переводную прозу, 1992, по книге снят фильм Алана Тейлора Новое платье короля, 2001, , которым автор книги остался недоволен)
- L’humeur, l’honneur, l’horreur : Essais sur la culture et la politique chinoises (Laffont, 1991)
- Очерки о Китае/ Essais sur la Chine (Bouquins, Robert Laffont, 1998, сводное издание синологических работ за два десятилетия с предисловием Жана-Франсуа Ревеля)
- Ангел и кашалот/ L’Ange et le Cachalot (Seuil, 1998, Points-Essais 2002, эссе 1990-х годов о китайской словесности и культуре)
- Protée et autres essais (Gallimard, 2001)
- Les Naufragés du Batavia, suivi de Prosper (Arléa, 2003, Points-Seuil 2005, рецензия Филиппа Соллерса в газете Le Monde; премия Guizot-Calvados)
- Море во французской литературе от Франсуа Рабле до Пьера Лоти/ La Mer dans la littérature française de François Rabelais à Pierre Loti (tome 1: De François Rabelais à Alexandre Dumas; tome 2: De Victor Hugo à Pierre Loti (Plon, 2003)
- Les Idées des autres, idiosyncratiquement compilées pour l’amusement des lecteurs oisifs (Plon, 2005)
- Le bonheur des petits poissons. Lettres des Antipodes (JC Lattès, 2008)
- Le Studio de l’inutilité (Flammarion, 2012)

## Признание
Член Бельгийской Королевской академии французского языка и литературы (1990, занял кресло Жоржа Сименона), Австралийской академии гуманитарных наук. Премия Чино дель Дука за совокупность написанного (2005). Почетный доктор Католического университета в Лёвене, штатный профессор кафедры поэтики (2005).
Роман и эссеистика Симона Лейса переведены на многие языки, включая китайский и японский.

## Интересные факты
Симон Лейс и его книги упоминаются в романе Амели Нотомб Анатомия голода (2004).